# Пиньшино
Пиньшино — деревня в Вашкинском районе Вологодской области. Находится на северном берегу Волоцкого озера.
Входит в состав Васильевского сельского поселения, с точки зрения административно-территориального деления — в Васильевский сельсовет.
Расстояние по автодороге до районного центра Липина Бора — 22 км, до центра муниципального образования деревни Васильевская — 19 км. Ближайшие населённые пункты — Мыс, Останинская, Поповка-Волоцкая, Якушево.
По переписи 2002 года население — 93 человека (42 мужчины, 51 женщина). Преобладающая национальность — русские (99 %).